# Tugutil
Tugutil, zapadnopapuanski narod uže skupine Tobelo, naseljen na planinskom području središnje Halmahere u Molucima, Indonezija. Žive polunomadskim životom lovaca i sakupljača. Organizirani po malenim skupinama od tri do četiri obitelji. Nastambe su im privremena skloništa bez zidova, prekrivena slamom. Kontakte s obalnim plemenima izbjegavaju. Govore nekoliko dijalekata (teluk lili, kusuri) istoimenog jezika. Populacija iznosi 2588 (2000 WCD).

## Vanjske poveznice
- Tugutil
- Beginning at the writings of Moses: Evangelization of the Tugutil
- Tugutil, Teluk Lili of Indonesia